# Caccobius pullus
Caccobius pullus är en skalbaggsart som beskrevs av Henri Jekel 1872. Caccobius pullus ingår i släktet Caccobius och familjen bladhorningar. Inga underarter finns listade.